# Рот-Вайс (Ессен)
«Рот-Вайс» (нім. «Rot-Weiss Essen») — німецький футбольний клуб з Ессена. Заснований 1 лютого 1907 року.

## Досягнення
- Чемпіон Німеччини: 1955
- Володар кубка Німеччини: 1953
- Фіналіст кубка Німеччини: 1994

## Історія
Чемпіони 1955 року: Фріц Геркенрат, Йоахім Яніш, Віллі Кешлінг, Пауль Янель, Гайнц Веверс, Віллі Гревер, Гельмут Ран, Франц Іслакер, Аугуст Готтшальк (), Йоганнес Регріг, Бернгард Термат. Тренер — Фріц Шепан.
Володарі кубка 1953 року: Фріц Геркенрат, Вернер Гебель, Віллі Кешлінг, Пауль Янель, Гайнц Веверс, Клеменс Вінтес, Гельмут Ран, Франц Іслякер, Аугуст Готтшальк (), Фріц Абромайт, Бернгард Термат. Тренер — Карл Гоманн.   
Бомбардири і тренери під час виступів у Бундеслізі:
| Сезон   | Бомбардир           | Голи | Тренер            |
| ------- | ------------------- | ---- | ----------------- |
| 1966/67 | Віллі Ліппенс       | 10   | Фріц Пліска       |
| 1969/70 | Віллі Ліппенс       | 12   | Герберт Бурденскі |
| 1970/71 | Віллі Ліппенс       | 19   | Герберт Бурденскі |
| 1973/74 | Віллі Ліппенс       | 13   | Дітгельм Фернер   |
| 1974/75 | Манфред Бургсмюллер | 18   | Дітгельм Фернер   |
| 1975/76 | Горст Грубеш        | 18   | Івиця Хорват      |
| 1976/77 | Горст Грубеш        | 20   | Германн Ерлгофф   |

Сумарні показники кращих бомбардирів у Бундеслізі: Віллі Ліппенс — 79, Горст Грубеш — 38, Манфред Бургсмюллер — 32. 
Сумарні показники кращих бомбардирів у чемпіонатах Німеччини: Віллі Ліппенс — 233, Франц Іслякер — 110, Аугуст Готтшальк — 99, Гельмут Ран — 94, Франк Міль — 89.

## Відомі гравці
- Гельмут Ран — автор переможного гола у фіналі ЧС-1954
- Маріо Баслер
- Месут Езіл